# Emil Mayer
Emil Mayer (Neubidschow, 5 de octubre de 1871 – Viena, 8 de junio de 1938) fue un abogado y fotógrafo austriaco, nacido en la región checa de Bohemia, en aquel entonces parte del imperio Austro-Húngaro. 

## Biografía
Emil Mayer estudió derecho en la Universidad de Viena entre 1891 y 1896, año de su promoción. Todavía siendo estudiante, en 1894, abandonó su tradición judía y se convirtió al catolicismo.
Tras sus estudios se estableció como abogado en Viena. Entretanto, se había ido formando y participando como fotógrafo artístico aficionado en el seno de la Sociedad Fotográfica de Viena.
Se interesó especialmente y escribió un manual sobre la técnica del bromoleo, registrando varias patentes sobre ella. Pertenecía a numerosas asociaciones fotográficas nacionales e internacionales.

## Obra fotográfica y final brusco de su vida
Finalmente dejó la abogacía y pasó a dedicarse profesionalmente a la fotografía, fundando la empresa Drem-Zentrale. Dentro de su producción fotográfica destacan las tomas documentales de la vida urbana de Viena, donde tomaba gran cantidad de “fotos robadas”, aunque siempre cercanas a la personas captadas. Entre ellas se observan algunos temas recurrentes, como captar a peatones ajenos concentrados frente a escaparates comerciales o informaciones diversas.

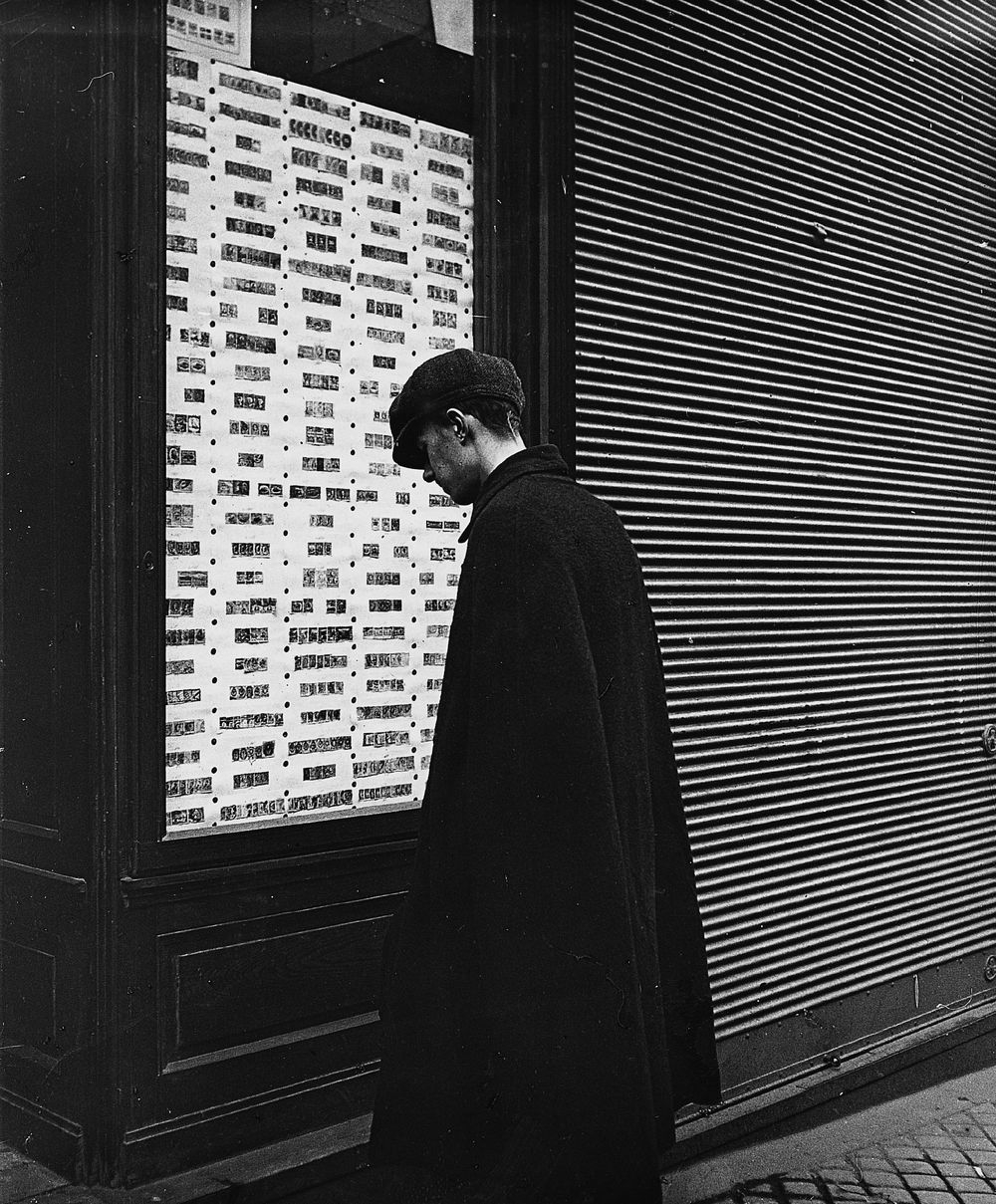
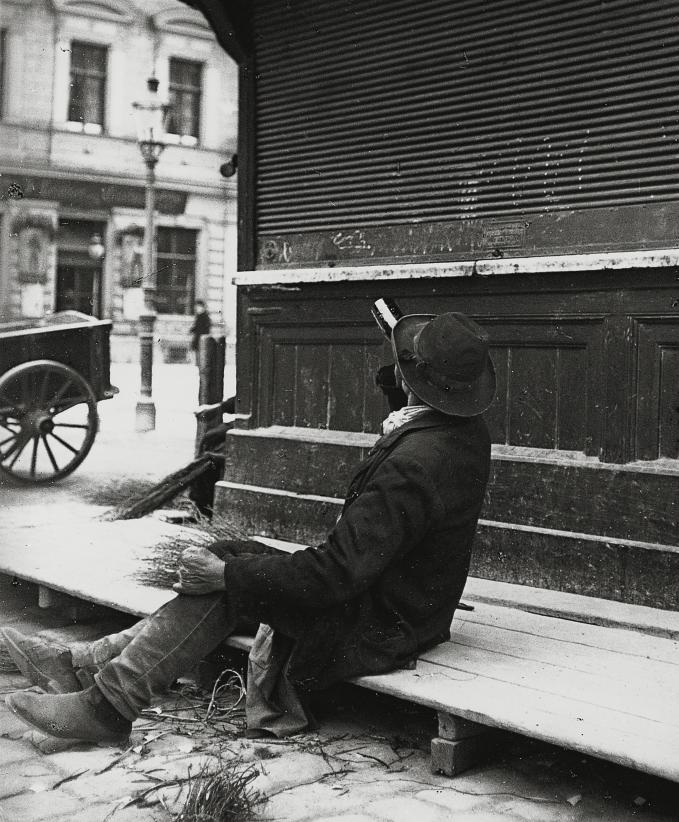
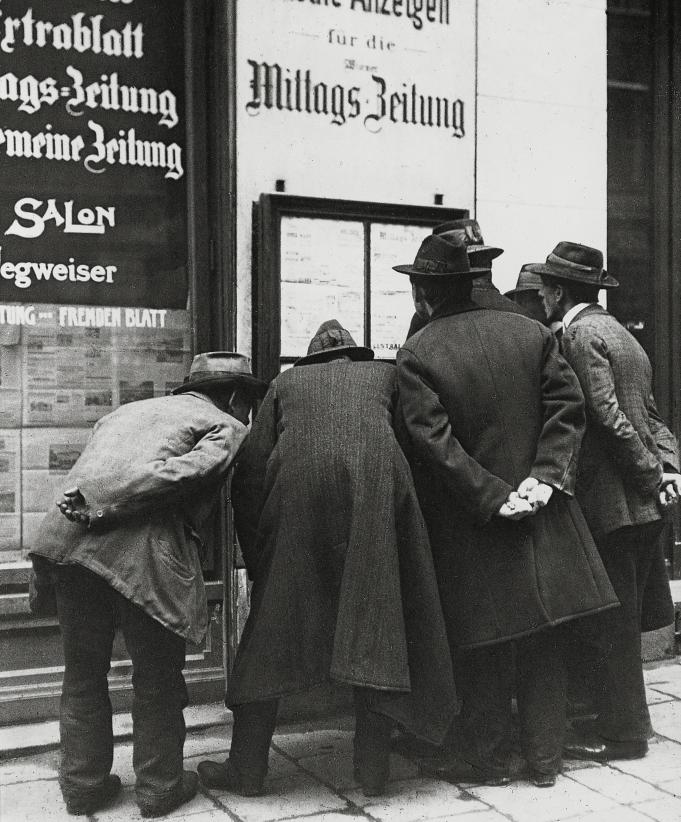
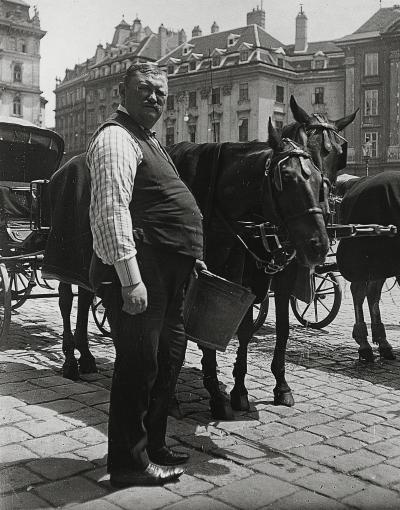
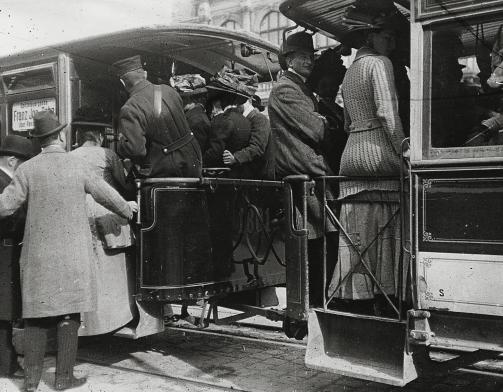

## Escritos (selección)
- Bromöldruck und -Umdruck. (Enzyklopädie der Photographie; 81). 10. und 11. ergänzte Auflage. Knapp, Halle (Saale) 1927 (Digitalisat)